# Cuarny
Cuarny ist eine politische Gemeinde in der Westschweiz südlich des Neuenburgersees. Sie liegt im Distrikt Jura-Nord vaudois im Kanton Waadt.

## Geographie
Cuarny liegt auf 580 m ü. M., 4 km östlich der Bezirkshauptstadt Yverdon-les-Bains (Luftlinie). Das Strassenzeilendorf erstreckt sich auf einer Geländeterrasse am Südhang des Montéla im Molassehügelland des nördlichen Waadtländer Mittellandes.
Die Fläche des 4,6 km² grossen Gemeindegebiets umfasst einen Abschnitt des Hügellandes zwischen dem Neuenburgersee und dem Broyetal. Im Nordwesten des Gebietes befindet sich die Höhe des Montéla (mit 669 m ü. M. der höchste Punkt von Cuarny), im Westen der Haut de Baume (642 m ü. M.). Südlich und östlich an diesen Höhenzug schliesst die Terrasse von Cuarny an. Der südöstliche Teil wird vom Tal von Cuarny eingenommen, das im Süden von den Steilhängen Chaboleire und Campanne (auf der Nordseite des Hochplateaus von Cronay) flankiert wird. Von der Gemeindefläche entfielen 1997 3 % auf Siedlungen, 27 % auf Wald und Gehölze und 70 % auf Landwirtschaft.
Zu Cuarny gehören einige Einzelhöfe. Die Nachbargemeinden von Cuarny sind im Westen Yverdon-les-Bains, im Nordwesten Cheseaux-Noréaz, im Norden Villars-Epeney, im Osten Yvonand, im Südosten Cronay und im Südwesten Pomy.

## Bevölkerung
Mit 242 Einwohnern (Stand 31. Dezember 2023) gehört Cuarny zu den kleinen Gemeinden des Kantons Waadt. Von den Bewohnern sind 98,3 % französischsprachig, 1,2 % italienisch- und 0,6 % deutschsprachig (Stand 2000). Die Bevölkerungszahl belief sich 1850 auf 292 Einwohner, 1900 auf 263 Einwohner. Danach wurde aufgrund starker Abwanderung bis 1980 eine Abnahme um 43 % auf 150 Einwohner verzeichnet; seither wurde wieder eine leichte Bevölkerungszunahme registriert.

## Wirtschaft
Cuarny war bis in die zweite Hälfte des 20. Jahrhunderts ein vorwiegend durch die Landwirtschaft geprägtes Dorf. Noch heute haben der Ackerbau, der Obstbau und die Viehzucht eine wichtige Bedeutung in der Erwerbsstruktur der Bevölkerung. Weitere Arbeitsplätze sind im lokalen Kleingewerbe und im Dienstleistungssektor vorhanden. In den letzten Jahrzehnten hat sich Cuarny dank seiner attraktiven Lage zu einer Wohngemeinde entwickelt. Zahlreiche Erwerbstätige sind deshalb Wegpendler, die vor allem in Yverdon arbeiten.

## Verkehr
Die Gemeinde ist verkehrstechnisch recht gut erschlossen, obwohl sie abseits grösserer Durchgangsstrassen an einer Verbindungsstrasse von Pomy nach Yvonand liegt. Der Autobahnanschluss Yverdon-Sud an der 1981 eröffneten A1 (Lausanne-Yverdon) ist rund 5 km vom Ortskern entfernt. Die 2001 eingeweihte Fortsetzung der A1 von Yverdon nach Payerne durchquert das Gemeindegebiet und besitzt eine bis zu 50 m hohe und rund 900 m lange Hangbrücke südlich des Tals von Cuarny. Durch einen Postautokurs, der von Yverdon nach Villars-Epeney verkehrt, ist Cuarny an das Netz des öffentlichen Verkehrs angebunden.

## Geschichte
Bei Ausgrabungen, die vor dem Bau der Autobahn A1 durchgeführt wurden, kamen zahlreiche Überreste von Siedlungen und Gegenständen zum Vorschein, die aus der Bronzezeit und der La-Tène-Zeit stammen. Weitere Fundstücke werden auf die Burgunderzeit datiert. Die erste urkundliche Erwähnung des Ortes erfolgte 1174 unter dem Namen Quarnie. Später erschienen die Bezeichnungen Cuarniez (1449) und Cuarnier (1453).
Der westliche Teil von Cuarny gehörte seit dem Mittelalter zum Besitz der Abtei Montheron, während der östliche untere Teil der Herrschaft Saint-Martin unterstellt war. Mit der Eroberung der Waadt durch Bern im Jahr 1536 kam Cuarny unter die Verwaltung der Landvogtei Yverdon. Nach dem Zusammenbruch des Ancien Régime gehörte das Dorf von 1798 bis 1803 während der Helvetik zum Kanton Léman, der anschliessend mit der Inkraftsetzung der Mediationsverfassung im Kanton Waadt aufging. 1798 wurde es dem Bezirk Yverdon zugeteilt. 1940 wurden auf dem Gemeindegebiet erfolglos Probebohrungen nach Erdöl durchgeführt. Im Rahmen einer Grenzbereinigung kam der Hof Grand-Fin 1964 von Pomy an Cuarny.

## Sehenswürdigkeiten
An der Stelle der bereits im 14. Jahrhundert erwähnten Kapelle Saint-Laurent wurde 1763 die heutige Kirche erbaut. Im Ortskern sind einige stattliche Bauernhäuser aus dem 17. bis 19. Jahrhundert erhalten.

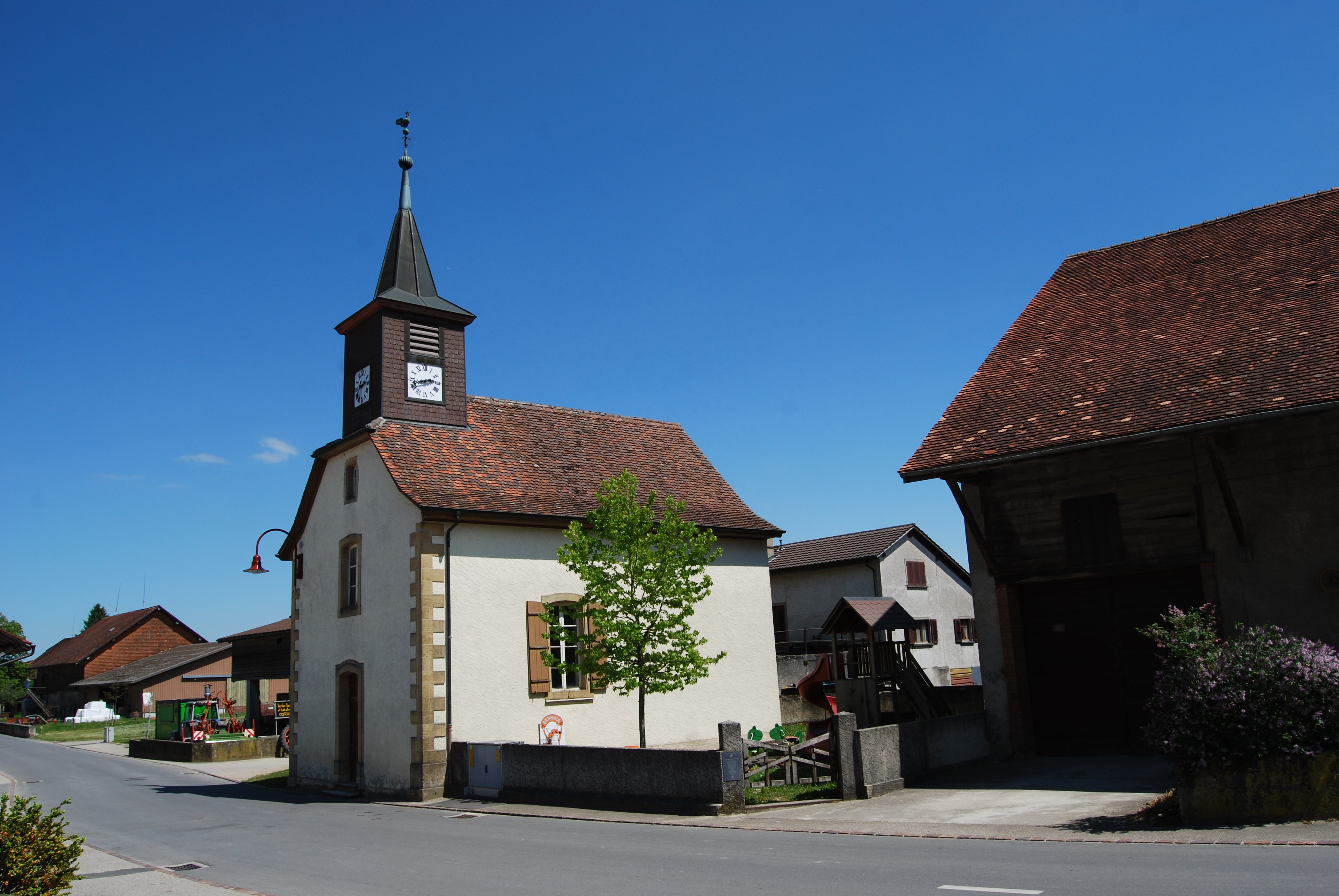
Kirche
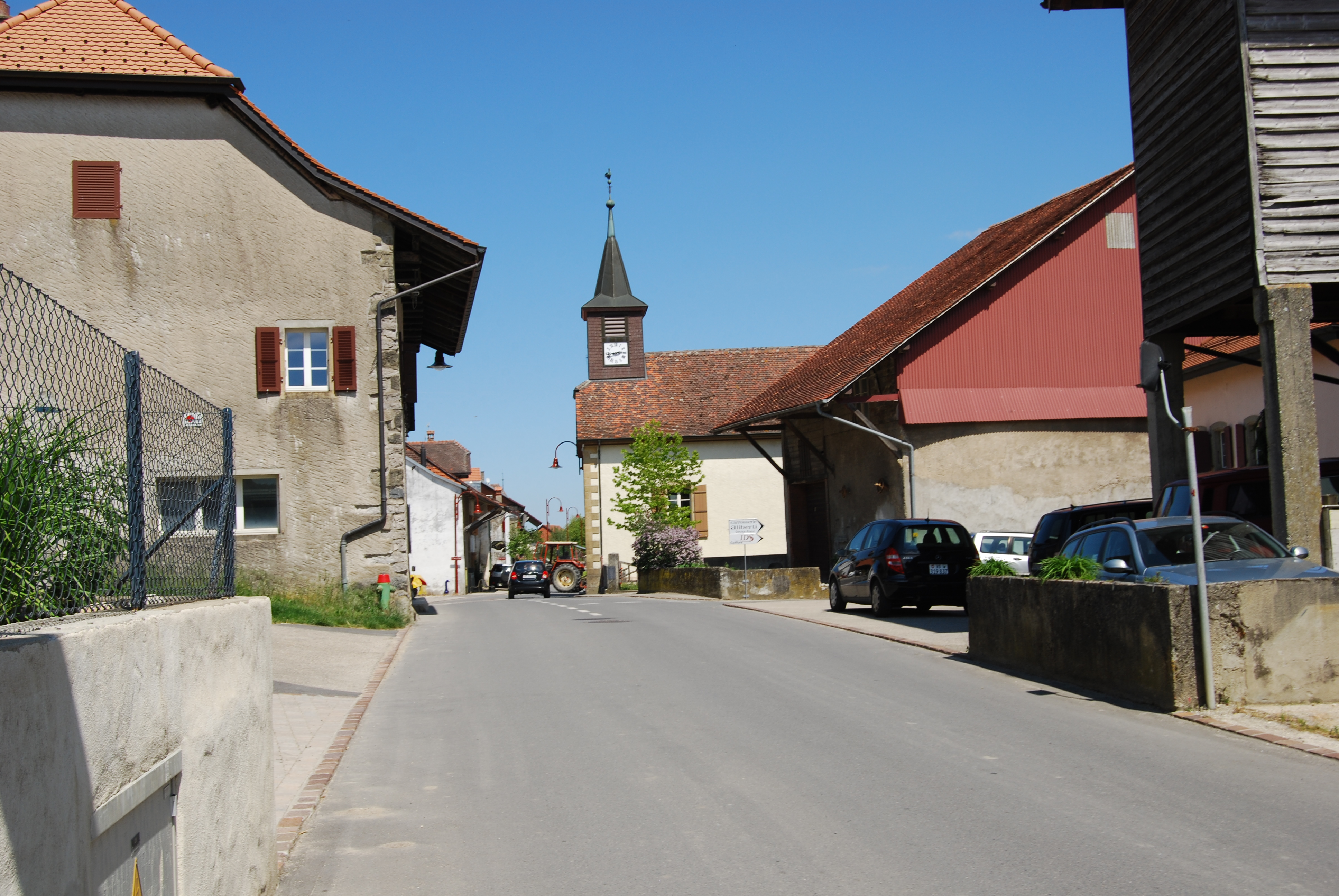
Dorfzentrum
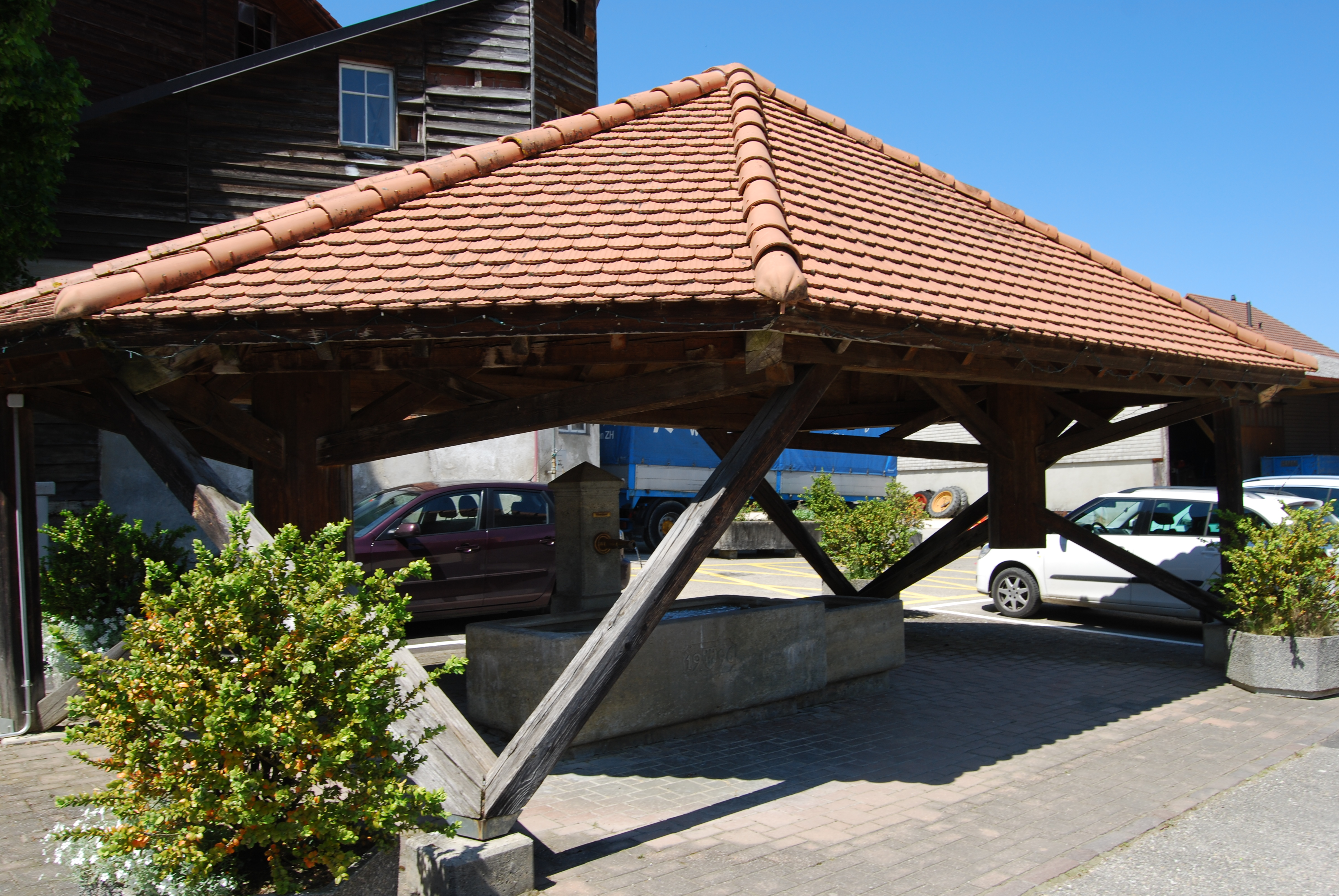
Dorfbrunnen
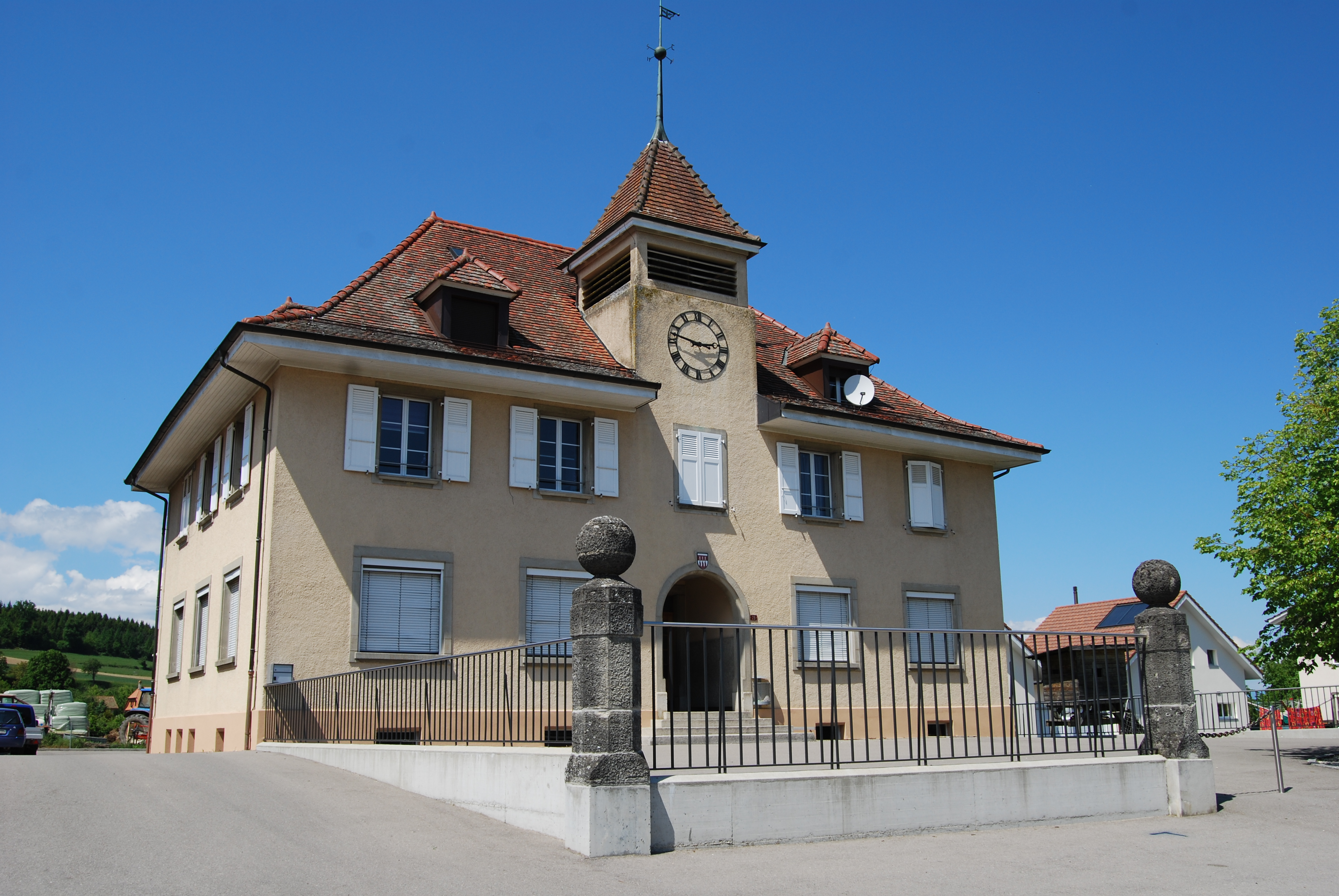
Schulhaus
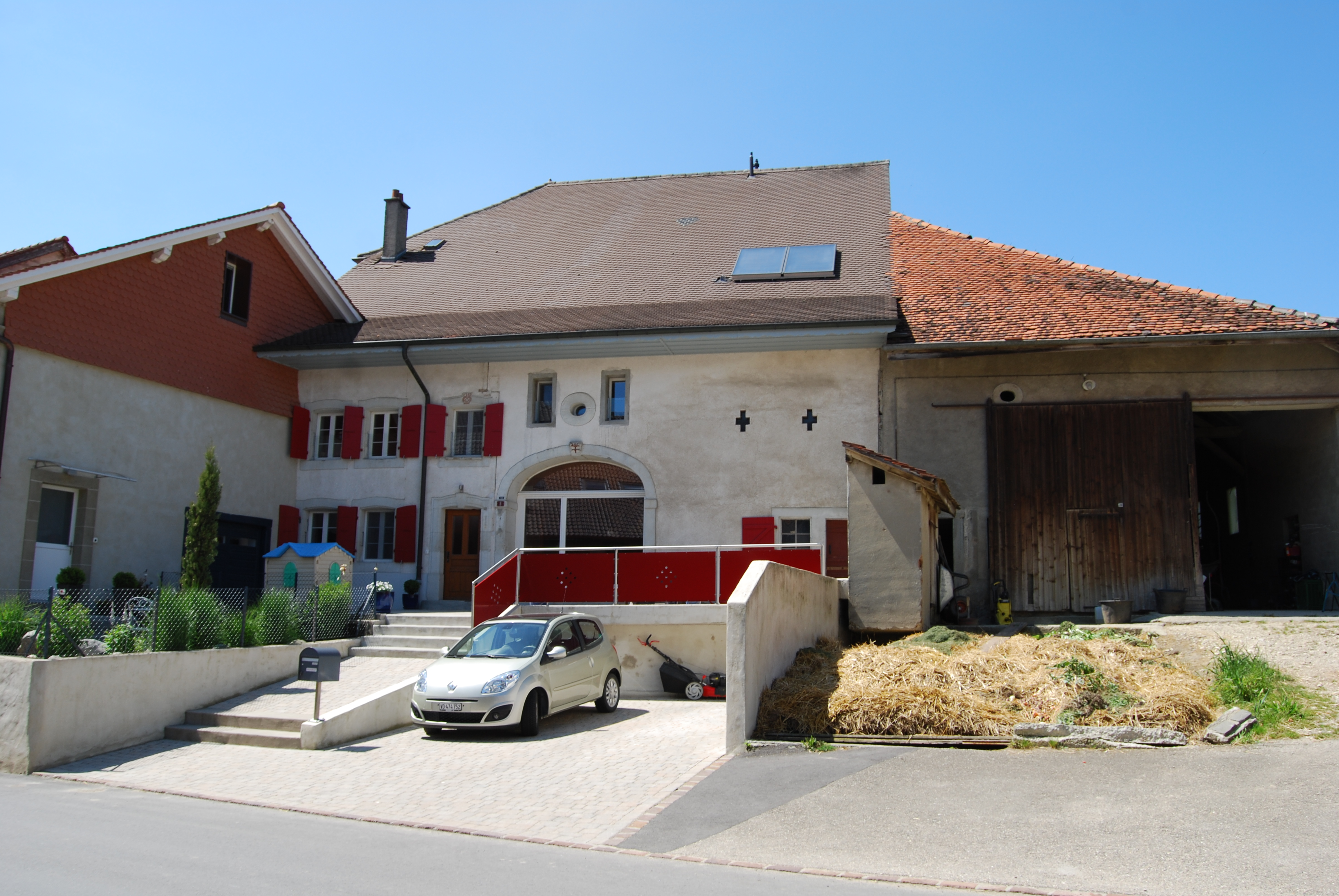
Bauernhaus im Dorfzentrum